# رزماری دکستر
رزماری دکستر (انگلیسی: Rosemary Dexter؛ ‏ ۱۹ ژوئیهٔ ۱۹۴۴ – ۸ سپتامبر ۲۰۱۰) بازیگر اهل ایتالیا بود.
از فیلم‌ها یا برنامه‌های تلویزیونی که در آن نقش داشته است، می‌توان به زیر سن قانونی، تا زمانی که ازدواج یکی‌مان کند، به خاطر چند دلار بیشتر، برای عشق… برای افسون… و امیکرون اشاره کرد.